# Margaret Hamerik
Margaret Elizabeth Hamerik (13. december 1867 – 30. oktober 1942) var en amerikanskfødt komponist og pianist, der kom til Danmark sammen med sin mand Asger Hamerik omkring 1900 og boede der til sin død.
Som 17-årig blev hun optaget på Peabody Conservatory of Music i Baltimore med klaver som hovedfag og violin og musikteori som bifag. Direktøren for konservatoriet, Asger Hamerik, var hendes teorilærer og i 1894 giftede de sig. Sammen fik de fire børn, deriblandt Ebbe, der blev komponist og dirigent og Gerda og Valdis, der begge blev operasangere.
I 1880’erne og 1890’erne komponerede hun i USA bl.a. en koncertouverture, som indbragte hende fakultetets sjældne udmærkelse Diploma for Distinguished Musicianship, String-Quartet in A-major, Piano Sonata in C-minor og tre sange samt den ufuldendte opera Columbus. Hun ophørte med at komponere, da hun blev gift med Asger Hamerik, men, virkede som litterær konsulent og oversætter af musikvidenskabelige værker af danskere til engelsk, bl.a. i 1912 svogeren Angul Hammerichs Musik-Mindesmærker fra Middelalderen i Danmark og i 1927 Knud Jeppesens doktordisputats Der Palestrinastil und die Dissonanz. Herudover var hun medlem af repræsentantskabet for Dansk Koncertforening i 25 år.